# Neoregelia abendrothae
Neoregelia abendrothae är en gräsväxtart som beskrevs av Lyman Bradford Smith. Neoregelia abendrothae ingår i släktet Neoregelia och familjen Bromeliaceae. Inga underarter finns listade i Catalogue of Life.